# 1. Fußball- und Sportverein Mainz 05 1995-1996
Questa voce raccoglie le informazioni riguardanti il 1. Fußball- und Sportverein Mainz 05 nelle competizioni ufficiali della stagione 1995-1996.

## Stagione
Nella stagione 1995-1996 il Magonza, allenato da Horst Franz, Manfred Lorenz e Wolfgang Frank, concluse il campionato di 2. Bundesliga all'11º posto. In Coppa di Germania il Magonza fu eliminato al secondo turno dal Werder Brema.

## Rosa
| N. |                                 | Ruolo | Calciatore           |
| -- | ------------------------------- | ----- | -------------------- |
| 1  | Germania (bandiera)             | P     | Dimo Wache           |
| 3  | Germania (bandiera)             | D     | Uwe Stöver           |
| 4  | Germania (bandiera)             | D     | Jürgen Klopp         |
| 5  | Germania (bandiera)             | D     | Peter Neustädter     |
| 6  | Germania (bandiera)             | C     | Lars Schmidt         |
| 7  | Germania (bandiera)             | A     | Sven Demandt         |
| 8  | Germania (bandiera)             | C     | Torsten Lieberknecht |
| 9  | Germania (bandiera)             | A     | Marco Grevelhörster  |
| 11 | Germania (bandiera)             | C     | Christian Hock       |
|    | Germania (bandiera)             | P     | Stephan Kuhnert      |
|    | Croazia (bandiera)              | P     | Zoran Zeljko         |
|    | Germania (bandiera)             | D     | Michael Müller       |
|    | Germania (bandiera)             | D     | Hendrik Weiss        |
|    | Bosnia ed Erzegovina (bandiera) | C     | Bruno Akrapović      |

| N. |                       | Ruolo | Calciatore           |
| -- | --------------------- | ----- | -------------------- |
|    | Germania (bandiera)   | C     | Mike Janz            |
|    | Germania (bandiera)   | C     | Markus Kreuz         |
|    | Marocco (bandiera)    | C     | Abderrahim Ouakili   |
|    | Germania (bandiera)   | C     | Guido Schäfer        |
|    | Germania (bandiera)   | C     | Marco Weißhaupt      |
|    | Germania (bandiera)   | C     | Thomas Zampach       |
|    | Germania (bandiera)   | C     | Thomas Ziemer        |
|    | Germania (bandiera)   | C     | Joe Zinnbauer        |
|    | Germania (bandiera)   | A     | Frank Grimm          |
|    | Germania (bandiera)   | A     | Norbert Hönnscheidt  |
|    | Slovacchia (bandiera) | A     | Milan Lednický       |
|    | Germania (bandiera)   | A     | Jan-Michael Marggraf |
|    | Germania (bandiera)   | A     | Jürgen Wegmann       |

## Organigramma societario
Area tecnica
- Allenatore: Wolfgang Frank
- Allenatore in seconda: Ralf Loose
- Preparatore dei portieri:
- Preparatori atletici:

## Calciomercato

### Sessione estiva
| Acquisti | Acquisti             | Acquisti            | Acquisti |
| R.       | Nome                 | da                  | Modalità |
| -------- | -------------------- | ------------------- | -------- |
| A        | Marco Grevelhörster  | FSV Francoforte     |          |
| A        | Norbert Hönnscheidt  | VfR Limburg         |          |
| A        | Milan Lednický       | FK Bohumín          |          |
| C        | Torsten Lieberknecht | Waldhof Mannheim    |          |
| D        | Jürgen Losekam       | Neukirchen          |          |
| C        | Lars Schmidt         | Karlsruhe           |          |
| D        | Uwe Stöver           | Bochum              |          |
| P        | Dimo Wache           | Borussia M'gladbach |          |
| P        | Zoran Zeljko         | Rot-Weiss Essen     |          |
| C        | Joe Zinnbauer        | Karlsruhe           |          |

| Cessioni | Cessioni         | Cessioni        | Cessioni |
| R.       | Nome             | a               | Modalità |
| -------- | ---------------- | --------------- | -------- |
| C        | Derek Arndt      | Neukirchen      |          |
| C        | Ansgar Brinkmann | Preußen Münster |          |
| C        | Željko Buvač     | Neukirchen      |          |
| D        | Holger Greilich  | Monaco 1860     |          |
| D        | Dirk Rammenzweig | Neukirchen      |          |
| C        | Isaac Sarpong    | Neukirchen      |          |
| A        | David Wagner     | Schalke 04      |          |
| C        | Sergey Žukov     | Lokomotiv Mosca |          |

### Sessione invernale
| Acquisti | Acquisti        | Acquisti        | Acquisti |
| R.       | Nome            | da              | Modalità |
| -------- | --------------- | --------------- | -------- |
| A        | Jürgen Wegmann  | Rot-Weiss Essen |          |
| C        | Marco Weißhaupt | Amburgo         |          |

| Cessioni | Cessioni       | Cessioni   | Cessioni |
| R.       | Nome           | a          | Modalità |
| -------- | -------------- | ---------- | -------- |
| D        | Jürgen Losekam | Neukirchen |          |

## Risultati

### 2. Bundesliga

#### Girone di andata
| Arbitro: | Albrecht |

|                        |           |                            |
| Ziemer 10’ Kuhnert 90’ | Marcatori | 40’ Vermezović 52’ Prinzen |

| Arbitro: | Koop |

|                             |           |  |
| Jurgeleit 48’ Koch 65’, 73’ | Marcatori |  |

| Arbitro: | Hilmes |

|  |           |              |
|  | Marcatori | 86’ Heidrich |

| Arbitro: | Weiner |

|                                  |           |  |
| Groth 44’ Kirsten 50’ Mencel 90’ | Marcatori |  |

| Magonza 30 agosto 1995, ore 20:00 CEST 5ª giornata | Magonza     | 0 – 0 referto | Meppen | Stadion am Bruchweg (3 500 spett.)\| Arbitro: \| Blumenstein \| |
| Arbitro:                                           | Blumenstein |               |        |                                                                 |

| Arbitro: | Hauer |

|                       |           |  |
| Veit 39’ Lünsmann 56’ | Marcatori |  |

| Arbitro: | Domurat |

|  |           |                                 |
|  | Marcatori | 74’ Störzenhofecker 78’ Baumann |

| Arbitro: | Wezel |

|           |           |  |
| Rolff 50’ | Marcatori |  |

| Arbitro: | Müller |

|                                       |           |  |
| Backhaus 52’ (aut.) Ziemer 67’ (rig.) | Marcatori |  |

| Arbitro: | Fleischer |

|                            |           |                      |
| Erhard 33’ Tyszkiewicz 77’ | Marcatori | 53’ Ouakili 59’ Hock |

| Arbitro: | Prengel |

|                                          |           |                       |
| Grevelhörster 43’ Ziemer 45’ Demandt 86’ | Marcatori | 75’ (aut.) Neustädter |

| Arbitro: | Kemmling |

|                                                                          |           |               |
| Zimmerling 21’, 67’ Hutwelker 32’ Nedić 43’ Holetschek 49’ Raičković 73’ | Marcatori | 69’ Zinnbauer |

| Arbitro: | Friedrichs |

|                                                  |           |                  |
| Schäfer 45’ Ziemer 52’ Ouakili 72’ Zinnbauer 82’ | Marcatori | 8’, 50’ Gütschow |

| Arbitro: | Ertl |

|                               |           |  |
| Studtrucker 4’ von Heesen 62’ | Marcatori |  |

| Magonza 10 novembre 1995, ore 20:00 CET 15ª giornata | Magonza    | 0 – 0 referto | Waldhof Mannheim | Stadion am Bruchweg (4 285 spett.)\| Arbitro: \| Byernetzky \| |
| Arbitro:                                             | Byernetzky |               |                  |                                                                |

| Arbitro: | Koop |

|  |           |           |
|  | Marcatori | 79’ Marin |

| Arbitro: | Hotop |

|                                       |           |  |
| Bałuszyński 29’ Közle 34’ Wynalda 76’ | Marcatori |  |

#### Girone di ritorno
| Arbitro: | Dörr |

|  |           |                        |
|  | Marcatori | 13’ Ziemer 64’ Ouakili |

| Arbitro: | Domurat |

|  |           |          |
|  | Marcatori | 47’ Koch |

| Lipsia 9 marzo 1996, ore 15:30 CET 20ª giornata | VfB Lipsia | 0 – 0 referto | Magonza | Bruno-Plache-Stadion (6 100 spett.)\| Arbitro: \| Gettke \| |
| Arbitro:                                        | Gettke     |               |         |                                                             |

| Arbitro: | Casper |

|            |           |  |
| Ziemer 29’ | Marcatori |  |

| Arbitro: | Dehmelt |

|                  |           |          |
| Vorholt 67’, 72’ | Marcatori | 55’ Hock |

| Magonza 31 marzo 1996, ore 15:00 CET 23ª giornata | Magonza | 0 – 0 referto | Hertha Berlino | Stadion am Bruchweg (3 900 spett.)\| Arbitro: \| Schmidt \| |
| Arbitro:                                          | Schmidt |               |                |                                                             |

| Arbitro: | Kasper |

|           |           |                            |
| Kovač 66’ | Marcatori | 32’ Neustädter 87’ Demandt |

| Arbitro: | Weiner |

|                      |           |  |
| Demandt 53’ Hock 63’ | Marcatori |  |

| Arbitro: | Friedrichs |

|                         |           |                   |
| Marić 18’ Groeleken 23’ | Marcatori | 68’ Grevelhörster |

| Arbitro: | Wack |

|                       |           |                      |
| Klopp 37’ Demandt 72’ | Marcatori | 54’ Ratke 58’ Keller |

| Unterhaching 5 maggio 1996, ore 15:00 CEST 28ª giornata | Unterhaching | 0 – 0 referto | Magonza | Stadion am Sportpark (2 000 spett.)\| Arbitro: \| Friedrichs \| |
| Arbitro:                                                | Friedrichs   |               |         |                                                                 |

| Arbitro: | Ertl |

|                                         |           |  |
| Lieberknecht 22’ Ziemer 39’ Demandt 76’ | Marcatori |  |

| Arbitro: | Hotop |

|  |           |                             |
|  | Marcatori | 45’ Ziemer 57’, 62’ Demandt |

| Arbitro: | Hauer |

|                           |           |  |
| Demandt 29’ Weißhaupt 89’ | Marcatori |  |

| Arbitro: | Fleischer |

|                     |           |                      |
| Kobylański 37’, 73’ | Marcatori | 18’ Ziemer 83’ Klopp |

| Arbitro: | Heynemann |

|  |           |                            |
|  | Marcatori | 3’ Demandt 48’, 65’ Ziemer |

| Arbitro: | Strampe |

|              |           |  |
| Weißhaupt 7’ | Marcatori |  |

### Coppa di Germania
| Arbitro: | Keßler |

|                                    |                      |                                     |
| Liebers 23’ Özcan 90’              | Marcatori            | 4’ Marggraf 83’ Zinnbauer           |
| Liebers Müller Walper Cakici Buvač | Tiri di rigore 3 – 4 | Ziemer Akrapović Hock Weiss Kuhnert |

| Arbitro: | Habermann |

|                     |           |                               |
| Hock 16’ Ziemer 64’ | Marcatori | 32’ Bode 38’, 82’ Besčastnych |

## Statistiche

### Statistiche di squadra
| Competizione      | Punti | In casa | In casa | In casa | In casa | In casa | In casa | In trasferta | In trasferta | In trasferta | In trasferta | In trasferta | In trasferta | Totale | Totale | Totale | Totale | Totale | Totale | DR |
| Competizione      | Punti | G       | V       | N       | P       | Gf      | Gs      | G            | V            | N            | P            | Gf           | Gs           | G      | V      | N      | P      | Gf     | Gs     | DR |
| ----------------- | ----- | ------- | ------- | ------- | ------- | ------- | ------- | ------------ | ------------ | ------------ | ------------ | ------------ | ------------ | ------ | ------ | ------ | ------ | ------ | ------ | -- |
| 2. Bundesliga     | 45    | 17      | 8       | 5       | 4       | 22      | 12      | 17           | 4            | 4            | 9            | 17           | 29           | 34     | 12     | 9      | 13     | 39     | 41     | -2 |
| Coppa di Germania | -     | 1       | 0       | 0       | 1       | 2       | 3       | 1            | 0            | 1            | 0            | 2            | 2            | 2      | 0      | 1      | 1      | 4      | 5      | -1 |
| Totale            | 45    | 18      | 8       | 5       | 5       | 24      | 15      | 18           | 4            | 5            | 9            | 19           | 31           | 36     | 12     | 10     | 14     | 43     | 46     | -3 |

### Andamento in campionato
| Giornata  | 1  | 2  | 3  | 4  | 5  | 6  | 7  | 8  | 9  | 10 | 11 | 12 | 13 | 14 | 15 | 16 | 17 | 18 | 19 | 20 | 21 | 22 | 23 | 24 | 25 | 26 | 27 | 28 | 29 | 30 | 31 | 32 | 33 | 34 |
| --------- | -- | -- | -- | -- | -- | -- | -- | -- | -- | -- | -- | -- | -- | -- | -- | -- | -- | -- | -- | -- | -- | -- | -- | -- | -- | -- | -- | -- | -- | -- | -- | -- | -- | -- |
| Luogo     | C  | T  | C  | T  | C  | T  | C  | T  | C  | T  | C  | T  | C  | T  | C  | C  | T  | T  | C  | T  | C  | T  | C  | T  | C  | T  | C  | T  | C  | T  | C  | T  | T  | C  |
| Risultato | N  | P  | P  | P  | N  | P  | P  | P  | V  | N  | V  | P  | V  | P  | N  | P  | P  | V  | P  | N  | V  | P  | N  | V  | V  | P  | N  | N  | V  | V  | V  | N  | V  | V  |
| Posizione | 14 | 17 | 17 | 17 | 16 | 17 | 18 | 18 | 18 | 16 | 15 | 18 | 16 | 18 | 17 | 18 | 18 | 18 | 18 | 18 | 17 | 18 | 18 | 17 | 16 | 17 | 18 | 16 | 16 | 16 | 15 | 15 | 14 | 11 |

Legenda:

Luogo: C = Casa; T = Trasferta. Risultato: V = Vittoria; N = Pareggio; P = Sconfitta.

### Statistiche dei giocatori
| Giocatore        | 2. Bundesliga | 2. Bundesliga | 2. Bundesliga | 2. Bundesliga | Coppa di Germania | Coppa di Germania | Coppa di Germania | Coppa di Germania | Totale   | Totale | Totale      | Totale     |
| Giocatore        | Presenze      | Reti          | Ammonizioni   | Espulsioni    | Presenze          | Reti              | Ammonizioni       | Espulsioni        | Presenze | Reti   | Ammonizioni | Espulsioni |
| ---------------- | ------------- | ------------- | ------------- | ------------- | ----------------- | ----------------- | ----------------- | ----------------- | -------- | ------ | ----------- | ---------- |
| B. Akrapović     | 32            | 0             | 8             | 0             | 2                 | 0                 | 0                 | 0                 | 34       | 0      | 8           | 0          |
| S. Demandt       | 19            | 9             | 2             | 0             | 0                 | 0                 | 0                 | 0                 | 19       | 9      | 2           | 0          |
| M. Grevelhörster | 21            | 2             | 4             | 0             | 1                 | 0                 | 0                 | 0                 | 22       | 2      | 4           | 0          |
| F. Grimm         | 9             | 0             | 0             | 0             | 0                 | 0                 | 0                 | 0                 | 9        | 0      | 0           | 0          |
| C. Hock          | 29            | 3             | 10            | 0             | 2                 | 1                 | 0                 | 0                 | 31       | 4      | 10          | 0          |
| N. Hönnscheidt   | 1             | 0             | 0             | 0             | 0                 | 0                 | 0                 | 0                 | 1        | 0      | 0           | 0          |
| M. Janz          | 14            | 0             | 2             | 0             | 1                 | 0                 | 0                 | 0                 | 15       | 0      | 2           | 0          |
| J. Klopp         | 29            | 2             | 8             | 0             | 2                 | 0                 | 0                 | 0                 | 31       | 2      | 8           | 0          |
| M. Kreuz         | 6             | 0             | 0             | 0             | 0                 | 0                 | 0                 | 0                 | 6        | 0      | 0           | 0          |
| S. Kuhnert       | 16            | 1             | 0             | 0             | 1                 | 0                 | 0                 | 0                 | 17       | 1      | 0           | 0          |
| M. Lednický      | 15            | 0             | 1             | 0             | 2                 | 0                 | 1                 | 0                 | 17       | 0      | 2           | 0          |
| T. Lieberknecht  | 29            | 1             | 5             | 1             | 2                 | 0                 | 0                 | 0                 | 31       | 1      | 5           | 1          |
| J. Losekam       | 7             | 0             | 0             | 0             | 1                 | 0                 | 1                 | 0                 | 8        | 0      | 1           | 0          |
| J. Marggraf      | 7             | 0             | 1             | 0             | 1                 | 1                 | 0                 | 0                 | 8        | 1      | 1           | 0          |
| M. Müller        | 17            | 0             | 6             | 0             | 0                 | 0                 | 0                 | 0                 | 17       | 0      | 6           | 0          |
| P. Neustädter    | 33            | 1             | 2             | 0             | 2                 | 0                 | 0                 | 0                 | 35       | 1      | 2           | 0          |
| A. Ouakili       | 29            | 3             | 3             | 1             | 1                 | 0                 | 0                 | 0                 | 30       | 3      | 3           | 1          |
| L. Schmidt       | 19            | 0             | 5             | 1             | 0                 | 0                 | 0                 | 0                 | 19       | 0      | 5           | 1          |
| G. Schäfer       | 7             | 1             | 2             | 0             | 0                 | 0                 | 0                 | 0                 | 7        | 1      | 2           | 0          |
| U. Stöver        | 17            | 0             | 1             | 0             | 1                 | 0                 | 0                 | 0                 | 18       | 0      | 1           | 0          |
| D. Wache         | 18            | 0             | 1             | 1             | 1                 | 0                 | 0                 | 0                 | 19       | 0      | 1           | 1          |
| J. Wegmann       | 0             | 0             | 0             | 0             | 0                 | 0                 | 0                 | 0                 | 0        | 0      | 0           | 0          |
| H. Weiss         | 15            | 0             | 2             | 0             | 2                 | 0                 | 0                 | 0                 | 17       | 0      | 2           | 0          |
| M. Weißhaupt     | 12            | 2             | 1             | 0             | 0                 | 0                 | 0                 | 0                 | 12       | 2      | 1           | 0          |
| T. Zampach       | 14            | 0             | 0             | 0             | 1                 | 0                 | 0                 | 0                 | 15       | 0      | 0           | 0          |
| Z. Zeljko        | 0             | 0             | 0             | 0             | 0                 | 0                 | 0                 | 0                 | 0        | 0      | 0           | 0          |
| T. Ziemer        | 32            | 11            | 6             | 0             | 2                 | 1                 | 0                 | 0                 | 34       | 12     | 6           | 0          |
| J. Zinnbauer     | 16            | 2             | 1             | 0             | 1                 | 1                 | 1                 | 0                 | 17       | 3      | 2           | 0          |